# Mario Golf
Pour les autres significations, voir Mario Golf (jeu vidéo).
Mario Golf est une série de jeux vidéo de Nintendo sur le thème du golf. Globalement semblable au jeu de golf réel, le gameplay est très orienté vers l'arcade et chaque personnage possède des pouvoirs qui l'avantagent lorsqu'il frappe la balle.

## Historique
Depuis 1986, Nintendo a développé la série Mario Golf sur ses principales consoles de jeux. Parmi les modifications effectuées entre chaque épisode, les plus remarquées sont surtout sur les graphismes et la jouabilité qui s'améliorent et s'adaptent selon la console.
| 1986 | Golf                       |
| 1987 |                            |
| 1988 |                            |
| 1989 |                            |
| 1990 |                            |
| 1991 | Golf (Game Boy)            |
| 1992 | NES Open Tournament Golf   |
| 1993 |                            |
| 1994 |                            |
| 1995 |                            |
| 1996 |                            |
| 1997 |                            |
| 1998 |                            |
| 1999 | Mario Golf                 |
| 2000 |                            |
| 2001 | Mobile Golf                |
| 2002 |                            |
| 2003 | Mario Golf: Toadstool Tour |
| 2004 | Mario Golf: Advance Tour   |
| 2005 |                            |
| 2006 |                            |
| 2007 |                            |
| 2008 |                            |
| 2009 |                            |
| 2010 |                            |
| 2011 |                            |
| 2012 |                            |
| 2013 |                            |
| 2014 | Mario Golf: World Tour     |
| 2015 |                            |
| 2016 |                            |
| 2017 | Mario Sports Superstars    |
| 2018 |                            |
| 2019 |                            |
| 2020 |                            |
| 2021 | Mario Golf: Super Rush     |

### Série principale
- NES Open Tournament Golf - NES - 1991
- Mario Golf - Nintendo 64 & Game Boy Color - 1999
- Mobile Golf - Game Boy Color - 2001
- Mario Golf: Toadstool Tour - Nintendo GameCube - 2003
- Mario Golf: Advance Tour - Game Boy Advance - 2004
- Mario Golf: World Tour - Nintendo 3DS - 2014
- Mario Golf: Super Rush - Nintendo Switch - 2021

### Série dérivée
- Golf - Famicom Disk System - 1986
- Golf - Game Boy - 1991
- Mario Sports Superstars - Nintendo 3DS - 2017

## Personnages
Le tableau ci-dessous offre une synthèse des personnages jouables dans les différents jeux de la série. Seuls les personnages de la série Super Mario y sont répertoriés.
| Personnage         | NES Open Tournament Golf | Mario Golf | Mario Golf | Mobile Golf | Mario Golf: Toadstool Tour | Mario Golf: Advance Tour | Mario Golf: World Tour | Mario Golf: Super Rush |
| Personnage         | NES Open Tournament Golf | GBC        | N64        | Mobile Golf | Mario Golf: Toadstool Tour | Mario Golf: Advance Tour | Mario Golf: World Tour | Mario Golf: Super Rush |
| ------------------ | ------------------------ | ---------- | ---------- | ----------- | -------------------------- | ------------------------ | ---------------------- | ---------------------- |
| Mario              | Oui                      | Oui        | Oui        | Oui         | Oui                        | Oui                      | Oui                    | Oui                    |
| Luigi              | Oui                      | Oui        | Oui        | Non         | Oui                        | Oui                      | Oui                    | Oui                    |
| Wario              | Non                      | Oui        | Oui        | Non         | Oui                        | Oui                      | Oui                    | Oui                    |
| Peach              | Non                      | Non        | Oui        | Oui         | Oui                        | Oui                      | Oui                    | Oui                    |
| Yoshi              | Non                      | Non        | Oui        | Oui         | Oui                        | Oui                      | Oui                    | Oui                    |
| Donkey Kong        | Non                      | Non        | Oui        | Non         | Oui                        | Oui                      | Oui                    | Oui                    |
| Bowser             | Non                      | Non        | Oui        | Non         | Oui                        | Oui                      | Oui                    | Oui                    |
| Bébé Mario         | Non                      | Non        | Oui        | Non         | Non                        | Non                      | Non                    | Non                    |
| Mario de métal     | Non                      | Non        | Oui        | Non         | Non                        | Non                      | Non                    | Non                    |
| Contremaître Spike | Non                      | Non        | Non        | Oui         | Non                        | Non                      | Non                    | Non                    |
| Waluigi            | Non                      | Non        | Non        | Non         | Oui                        | Oui                      | Oui                    | Oui                    |
| Daisy              | Non                      | Non        | Non        | Non         | Oui                        | Non                      | Oui                    | Oui                    |
| Bowser Jr.         | Non                      | Non        | Non        | Non         | Oui                        | Non                      | Oui                    | Oui                    |
| Boo                | Non                      | Non        | Non        | Non         | Oui                        | Non                      | Oui                    | Oui                    |
| Birdo              | Non                      | Non        | Non        | Non         | Oui                        | Non                      | Oui                    | Non                    |
| Diddy Kong         | Non                      | Non        | Non        | Non         | Oui                        | Non                      | Oui                    | Non                    |
| Koopa              | Non                      | Non        | Non        | Non         | Oui                        | Non                      | Non                    | [ Note 1 ]             |
| Flora Piranha      | Non                      | Non        | Non        | Non         | Oui                        | Non                      | Non                    | Non                    |
| Antimario          | Non                      | Non        | Non        | Non         | Oui                        | Non                      | Non                    | Non                    |
| Toad               | Non                      | Non        | Non        | Non         | Non                        | Non                      | Oui                    | Oui                    |
| Mii                | Non                      | Non        | Non        | Non         | Non                        | Non                      | Oui                    | Oui                    |
| Harmonie           | Non                      | Non        | Non        | Non         | Non                        | Non                      | [ Note 2 ]             | Oui                    |
| Toadette           | Non                      | Non        | Non        | Non         | Non                        | Non                      | [ Note 2 ]             | [ Note 1 ]             |
| Paratroopa         | Non                      | Non        | Non        | Non         | Non                        | Non                      | Oui                    | Non                    |
| Kamek              | Non                      | Non        | Non        | Non         | Non                        | Non                      | Oui                    | Non                    |
| Carottin           | Non                      | Non        | Non        | Non         | Non                        | Non                      | [ Note 2 ]             | Non                    |
| Mario d'or         | Non                      | Non        | Non        | Non         | Non                        | Non                      | [ Note 2 ]             | Non                    |
| Pauline            | Non                      | Non        | Non        | Non         | Non                        | Non                      | Non                    | Oui                    |
| Roi Bob-omb        | Non                      | Non        | Non        | Non         | Non                        | Non                      | Non                    | Oui                    |
| Bill Dozer         | Non                      | Non        | Non        | Non         | Non                        | Non                      | Non                    | Oui                    |
| Ninji              | Non                      | Non        | Non        | Non         | Non                        | Non                      | Non                    | [ Note 1 ]             |
| Maskass            | Non                      | Non        | Non        | Non         | Non                        | Non                      | Non                    | [ Note 1 ]             |
| Wiggler            | Non                      | Non        | Non        | Non         | Non                        | Non                      | Non                    | [ Note 1 ]             |
| Total              | 2                        | 3          | 9          | 4           | 16                         | 8                        | 21                     | 22                     |